# クモガタウミウシ
クモガタウミウシ Platydoris ellioti (Alder & Hancock，1864) は、日本の潮間帯で見られるドーリス科のウミウシのひとつ。10cmを超える大型種で、背面はきわめて地味で硬い。

## 特徴
体長は大きなものでは150mmになる。全体は楕円形で、背面はやや扁平。体表は厚くて硬く、またその表面には細かい顆粒が並んでいる。そのため、普通のウミウシのように手触りが滑らかでぬめぬめしておらず、がっしりとしていてざらつく。背面は一面に褐色で、その上に濃淡のある雲紋が散らばる。雲形ウミウシの名はこれによるらしい。その体色はごく地味で、干出したものが海藻や海綿のある岩の上に張り付いていると、周囲と区別しづらい。背面前方からは暗い黄色の触角が１対でて、背面後方からはシダの葉のように分かれた外鰓が六つ、円を描いて出るが、いずれも色は地味。また刺激を受けるとそれらは完全に体内に収まる。
ところが、これをひっくり返すと、今度は鮮やかな色が出る。腹面はその中央に細長い楕円形の複足があり、その周囲の外套膜下面との間にははっきりした溝があって区別できるが、それらすべてが鮮やかな橙黄色で、複足の縁に沿って外套下面に黒い楕円形の斑点が並んでいる。手触りはやはり多少ざらつく。

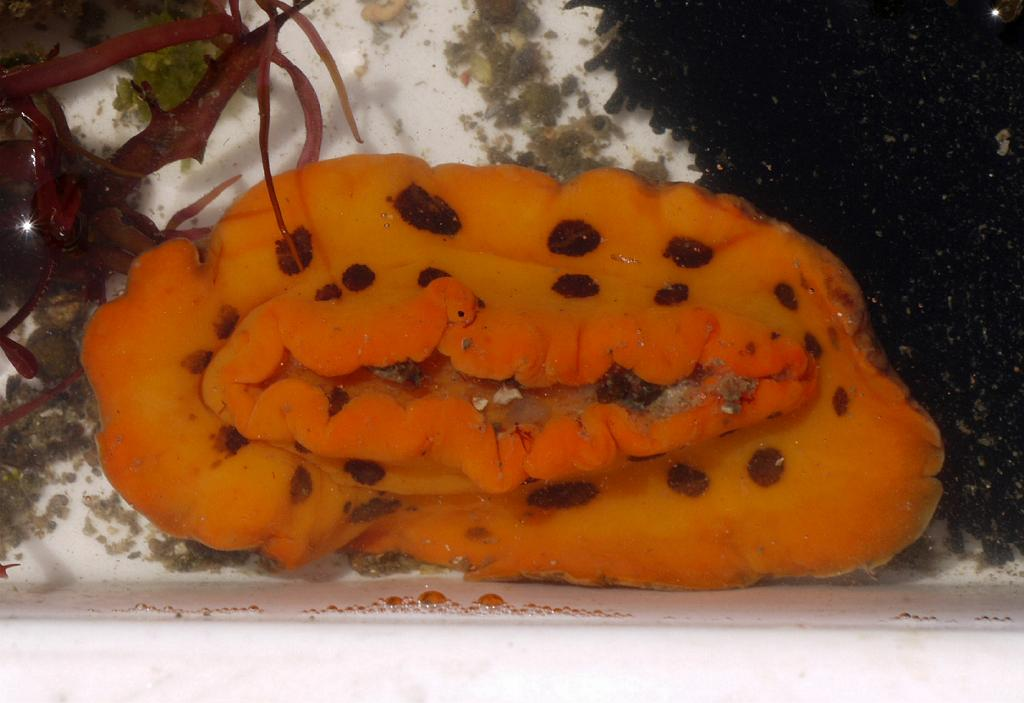
裏側

## 生活史
初夏に岩の上に黄色い卵塊を生み付ける。卵塊は細長いリボン状で、その片方の縁を岩の面にくっつけて、渦を巻いたようにして生む。自由な側の端が長くて、フリルのようになっている。

## 分布
南日本の潮間帯に広く見られる。国外ではインド・西太平洋沿岸に広く分布する。

## 分類
他のウミウシ類とは、その手触りが全く異なる。同属には他にも数種があるが、斑紋や色彩がはっきり異なる。